# Terumot
Terumot (hebr. ‏תְּרוּמוֹת‎, „dary”, „ofiary”) – nazwa szóstego traktatu Miszny w porządku Zeraim. Zajmuje się kwestiami pobierania oraz składania dziesięcin przeznaczonych dla kapłanów i lewitów. Wyjaśnia też zasady na temat sposobu używania płodów pochodzących z tych ofiar. Traktat odnosi się do fragmentów Księgi Liczb (Lb 18,8–25) i Księgi Powtórzonego Prawa (Pwt 18,4).